# Adventure International
Adventure International (AI) fue una compañía que publicaba videojuegos que existió desde 1978 hasta 1985, iniciada por Scott y Alexis Adams. Sus juegos eran notables por ser la primera implementación del género de aventuras en correr en un sistema microcomputador. El concepto del juego de aventura vino originalmente a partir del juego Colossal Cave Adventure (Aventura de la Cueva Colosal) que corrió estrictamente en sistemas mainframes de ese entonces.

## Historia
Después del éxito de su primer juego, Adventureland, otros juegos siguieron rápidamente, con Adventure International lanzando cerca de dos juegos al año. Inicialmente los juegos fueron basados en la imaginación de los fundadores, con temas que iban de la fantasía al horror y a veces ciencia ficción. Algunos de los últimos juegos fueron escritos por Scott Adams y otros colaboradores. Los juegos de Aventura International fueron conocidos por su calidad, con una reputación en su campo solamente excedida en ese entonces por Infocom.
Catorce juegos después, Adventure International comenzaron a lanzar juegos basados en las películas y la ficción. El extremadamente raro juego de Buckaroo Banzai, desarrollado con Phillip Case, fue basado en la película "The Adventures of Buckaroo Banzai Across the 8th Dimension" (1984). Otros juegos vinieron de una fuente más conocida: Marvel Comics. Adventure International lanzó tres juegos Questprobe basados en los personajes de Marvel: "The Incredible Hulk", "Spider-Man" y "Torch and the Thing".
A finales de 1982, el gusto de los juegos cambiaba. El tradicional mercado de los juegos de aventuras basados en texto se había movido a las aventuras basadas en gráficos. Los juegos como The Hobbit habían aumentado las expectativas de los mencionados juegos, y aunque los juegos de Adventure International incluyeron gráficos de alguna forma, eran perceptiblemente inferiores a las ofertas contemporáneas de ese entonces y la compañía rápidamente perdía la cuota de mercado. En su pico a finales de 1983 y principios de 1984 Adventure International empleaba aproximadamente 50 individuos, y publicaba títulos de más de 300 programadores/autores independientes.
Adventure International fue a la bancarrota en 1985. El derecho de autor para sus juegos se revirtió al banco y eventualmente retornó a Scott Adams que los lanzó como shareware.
En Europa el nombre "Adventure International" era una marca comercial registrada de Adventure Soft y otros juegos fueron lanzados bajo el nombre que no era de Adventure International en los Estados Unidos.

## Los juegos
Los doce juegos de aventura originales de Scott Adams fueron:
- Adventureland: Explore un paisaje de fantasía y recoja trece tesoros.
- Pirate Adventure (también llamada Pirate's Cove): Caza para el tesoro perdido del pirata.
- Secret Mission (originalmente llamada Mission Impossible): Evite que los terroristas destruyan un reactor nuclear.
- Voodoo Castle: Libere un combate?? con una maldición voodoo.
- The Count: Mate al Conde Drácula.
- Strange Odyssey: Explore planetas extraños y recolecte tesoros.
- Mystery Fun House: Capture los planes secretos ocultos en una casa de la diversión.
- Pyramid of Doom: Saquée una pirámide egipcia.
- Ghost Town: Busque una ciudad fantasma occidental por el tesoro.
- Savage Island partes I & II: Los juegos de aventura más desafiantes, usted no está ni siquiera enterado de la meta de la aventura. Si usted termina la primera parte, se le da la contraseña para jugar la segunda parte.
- The Golden Voyage: Navegue el mundo y encuentre la fuente de la juventud.

Los juegos fueron escritos usando un creador interno de aventura con la compresión del texto y un intérprete sofisticado del comando que funcionaba en un BBC micro y una herramienta de los gráficos que funcionaba en un albaricoque F1. Las dos piezas entonces fueron combinadas, usando un compilador cruzado cuando son necesarias.

## Saigon: The Final Days
Un posterior título de Adventure International, Saigon: The Final Days, tenía como su escenario muy oscuro el escape de Vietnam de un soldado al final de la guerra.
Una peculiaridad en el programa de análisis sintáctico del juego proporcionaba una sorpresa mórbida no intencional. En un punto en el juego, el jugador debe ver cómo cruzar un río infestado de depredadores. Entrando el comando "confess to war crimes" ("confiese los crímenes de guerra" aquí no sería rechazado como una farfulla como podía esperarse, pero realmente mataría al jugador. Esto resultó no ser una característica planeada; el programa de análisis encontraba el comando "swim" ("nadar") empotrado en la frase "confess to war crimes", y el nadar a través del río era invariable un movimiento fatal.
La solución real al juego no fue menos macabra, implicando metiéndose a uno mismo en un bolso para cuerpos que se sacaría del país por un helicóptero de evacuación.